# Jarmo Ahjupera
Jarmo Ahjupera (Võhma, Viljandimaa, 1984. március 13. –) észt labdarúgó, jelenleg az észt Viljandi JK Tulevik játékosa.

## Klubcsapatokban

### Tallinn
5 csapathoz adták kölcsön.

### Győri ETO
2008. végén próbajátékon szerepelt a Győr csapatánál Tarmo Kinkkel, honfitársuk, Tihhon Sisov, és a brazil Tozé után. A Törökországi edző mérkőzésen a macedón Rabotnicski ellen 5 perc alatt duplázott a 3-0-ra megnyert felkészülési mérkőzésen. 2009 februárjában 3 és fél évre leszerződött a Győr csapatához.
Március 29-én kettős lábtörést szenvedett a Fehérvár elleni ligakupa mérkőzésen, miután Marko Andićcal összeütközött a vizes talajon. Várhatóan fél évet kell kihagynia. Közel egy év után már edzéseken vett részt és a tartalék csapatban szerepelt mérkőzéseken.
2010. május végén a Fehérvár ellen rét vissza a pályára, de a tartalék csapat színiben. 2010. augusztus 21-én a Szigetszentmiklósi TK ellen mesterhármast szerzett a másodosztályban a Győr II-ben. október 2-án a Gyirmót FC ellen gólpasszt adott, majd a 85. percben lecserélték és a helyére Paget Olivér lépett.

#### Újpest - kölcsönben
2011 elején próbajátékon járt az Újpest FC-nél. Pályára lépett a MŠK Žilina elleni edző mérkőzésen, amit 1-0-ra elvesztettek. Hírek Ahjuperáról: A két próbajátékos egy ideje már a lilákkal készült, a legutóbb Győrben szerepelt Jarmo Ahjupera és a brazil Jhonnes Marques de Souza egyaránt pályára lépett a lilák Zilina ellen 1-0-ra elveszített keddi edzőmeccsén is, összteljesítményével pedig mindkét futballista meggyőzte Mészöly Géza vezetőedzőt.
– A keretben szükségünk van a két magas játékosra, velük bővülhet a taktikai repertoárunk. A brazil fiú személyében olyan játékost szeretnénk szerződtetni, aki több éves első osztályú múlttal rendelkezik Európában, így a rutint képviselheti a csapatban. Ahjuperán látszik, hogy tudatos játékos, és nem véletlenül volt tagja az észt válogatott keretének. Szeretnénk, ha a tavaszi szezonban ők is az Újpest FC-t erősítenénk, és reményeink szerint minél hamarabb létrejön a megállapodás köztük és a klub között – mondta az ujpestfc.hu-nak a tréner, majd a szlovák BL-csapat elleni csatáról is ejtett néhány szót.
– Gyors, agresszív csapat volt ma az ellenfelünk, nagyon hasznos mérkőzést játszottunk a zsolnaiak ellen. Játékosaink – különösen igaz ez a fiatalokra – most testközeléből érezhették, milyen dinamikus játékra van szükség egy komoly nemzetközi tapasztalattal rendelkező csapat ellen. Sajnos, a tizedik percben már a második cserét kellett végrehajtanunk, a szünetben pedig Jhonnes is talpcsont-fájdalomra panaszkodott, ezt követően pedig olyan összeállításban játszott a védelmünk, amilyenben, remélem, már nem is fog. Nem azért mondom ezt, mert a fiatalokkal nem vagyunk elégedettek, de nekik még időre és türelemre van szükségük. Erre tekintettel is azt mondhatom, hogy helytálltunk a Zsolna ellen, és több gólhelyzetünk is volt, ezeket azonban elhibáztuk. A sok sérülés bosszantó volt a mai mérkőzésen, szerencsére azonban egyik esetben sincs szó komoly problémáról. Február elején félévre kölcsönbe került a lilákhozMészöly Géza, az Újpest mestere a Zilina ellen 1-0-ra elveszített edzőmeccs után leszögezte, a brazil Jhonnes mellett a szintén próbajátékon szerepelt észt Jarmo Ahjuperára is számítana a tavasszal.
A lilák utóbbi futballistát már gyakorlatilag sajátjuknak tudhatják, miután az eto.hu beszámolója szerint a Győri ETO és a Megyeri úti alakulat megállapodott egymással a labdarúgó kölcsönadásáról.
– A Videoton ellen elszenvedett kettős lábtörése után rehabilitáció következett Jarmo Ahjupera számára. Az észt válogatott az utóbbi fél évben már rendszeres játéklehetőséget kapott az NB II-es csapatban. Pintér Attila vezetőedzővel egyeztetve úgy gondoltuk, hogy Jarmónak új kihívást kell keresnünk, ami alapvetően élvonalbeli szereplést jelent. Nagyon örültünk az Újpest megkeresésének és bízunk abban, hogy labdarúgónk a következő fél évben igazolja tehetségét. Nyáron két út áll előtte, vagy visszatér hozzánk, vagy az Újpest él opciójával és végleg megvásárolja a labdarúgó játékjogát, mely elsősorban a csatár labdarúgói teljesítményén múlik – mondta Klement Tibor, a Rába-partiak ügyvezetője.
2011. március 8-án gólt szerzett a magyar kupába negyeddöntőjében, hazai pályán 2-3-ra kikaptak. Március 20-án gólt szerzett az MTK ellen, 12 méterről, bal lábbal, nagy erővel a kapu bal oldalába lőtte a labdát. 1 hónappal később duplázott a Debrecen ellen. Tizenkét nappal később ismét duplázott a Zalaegerszeg ellen 4-1-re megnyert hazai mérkőzésen. A hónap végén ismét gólt szerzett a Lombard Pápa ellen. Május 14-én a Honvéd ellen a 9. percben kilőtte a bal felső sarkot, a mérkőzést idegenben 4-1-re nyerte az Újpest. Egy héttel később ismét eredményes volt, a Videoton FC ellen a 13. percben talált a hálóba.

### Visszatérés a Győrhöz
2011. augusztus 13-án a Vasas SC ellen a 63. percben csereként lépett pályára, majd a 66. percben a kapus lába között gurított a hálóba a labdát, így beállítva a 3-2-es végeredményt a Győr számára. Két héttel később a Zalaegerszeg ellen ismételten eredményes volt. szeptember 21-én a Videoton-Puskás Akadémia ellen két gólpasszt osztott ki a magyar kupában, az elsőt Dudás Ádámnak a másodikat pedig Nicolas Ceolinnak.
Október 29-én a Pécsi MFC ellen szerzett gólt szerzett, amivel egy remek sorozat kezdődött. November 4-én a Lombard Pápa ellen is gólt szerzett és adott egy gólpasszt is, majd a Budapest Honvéd ellen is eredményes volt két héttel később. November 26-án az Újpest ellen is a kapuba talált a mérkőzés 81. percében. Négy nappal később a DVTK ellen a magyar kupában eredményes volt a 36.percben. Március 4-én a Szombathelyi Haladás ellen a 13. percben volt eredményes.

## Válogatott
Korosztályos szinten 3 mérkőzésen szerepelt a Észt U17-es válogatottban. Az U19-es válogatottban 9 mérkőzésen szerepelt. Az U21-es válogatottban 16 mérkőzésen 2 gólt szerzett. 2005. szeptember 5-én a Lett U21-es válogatott ellen a 84. percben gólt szerzett. Október 7-én gólpasszt adott Konstantin Vassiljev-nek a szlovák U21 ellen.
2001-ben debütált az Észt válogatottban, 17 évesen és 82 naposan, ezzel ő lett a legfiatalabb játékos aki pályára lépett az Észt válogatottban. 2001. július 4-én egy barátságos mérkőzésen debütálta Litván labdarúgó-válogatott ellen idegenben 5-2-re elvesztett mérkőzésen a 81. percben csereként. Magyarországra való igazolása után, egyre többet szerepelt a válogatottban. Gólt még nem szerzett a felnőttek között.

## Góljai az észt válogatottban
| #  | Dátum              | Ellenfél                | Eredmény | Kiírás              | Esemény |
| -- | ------------------ | ----------------------- | -------- | ------------------- | ------- |
| 1. | 2012. november 14. | Egyesült Arab Emírségek | 1 – 2    | barátságos mérkőzés | 45' 46' |

## Meccsei

### Macedón csapatok ellen
Győri ETO FC-Rabotnicski 3-0 Gól: Ahjupera(2) Kovács Zoltán
Győr: edző Dragoljub Bekvelac|Ahjupera 5 perc alatt duplázott(62.,67.)|Aztán Kovács fejelt gólt Pákolicz Dávid szöglete után(80)|Győri kezdő:Molnár P.-Dorogi (David Odikadze), Kovács Z.,Zámbó Bence, Bicak, Pákolicz, Jäkl Antal(Stanisics), Nyári, Sánta András, Alexidze(Ahjupera), Csermelyi Imre(Kink, Brnovics)

### Magyar csapatok ellen
Fehérvár-Győri ETO FC |Ezen a meccsen tört el a lába, ami után a következőket nyilatkozta:,,Fémrúddal fogtuk össze a sérült testrészt, ezt alul-felül csavarokkal rögzítettük. Technikai szempontból jól sikerült a műtét, jelenleg még elég duzzadt ugyan a jobb láb, de remélhetőleg felszívódik a bevérzés. Sportolóknál elég gyakori az ilyen sérülés, a tapasztalatok alapján Ahjupera fél év múlva már újra játszhat. Kedden felkelhet az ágyából és mankóval járhat, hat hét múlva pedig bátrabban is terhelheti a lábát – nyilatkozta a műtétről a kisalfold.hu-nak dr. Szarvas József osztályvezető főorvos.
A légiós – akinek a jobb lábában a sípcsontja és a szárkapocscsontja is eltört – természetesen fellélegzett a biztató hírek hallatán.
- Fáj még a lábam, de mivel az orvosok mondták, hogy jól sikerült a műtét, könnyebben viselem a fájdalmat. Örülök, hogy nem ért véget a pályafutásom és fél év múlva újra játszhatok. Erősebben fogok visszatérni a sérülés után – fogadkozott Ahjupera, aki az Andiccsal történt összecsapásáról is beszámolt, kiemelve, hogy szerinte a hasonló esetek előfordulnak a futballpályán.
Mindketten a labdára mentünk, ő bevetődött, én pedig el akartam lőni azt. Ütközött a lábunk, nem tudom, hogy szándékosan-e vagy sem. Néha előfordul az ilyesmi a pályán. Nem számít, hogy mérges vagyok-e, mert attól, hogy haragszom, még nem gyógyulok meg előbb. Ez az első komoly sérülésem pályafutásom során, nem is jöhetett volna rosszabbkor, hiszen most jött rendbe a húzódásom és még csak a harmadik meccsemet játszottam az ETO-ban – fejtette ki az észt játékos, akinek a fehérváriak nevében Horváth Gábor sportigazgató-asszisztens kívánt jobbulást.
Mint ismeretes, a Győr többek között épp a légiós sérülése miatt fordult az MLSZ-hez, amely jövő keddre fegyelmi tárgyalásra rendelte be Andicsot." |Ez volt a harmadik ETO-meccse.| Később ezt nyilatkozta:,,Pont tíz hét telt el az operációm óta, azóta túl vagyok egy jól sikerült, dolgos rehabilitációs időszakon is. Az utóbbi három hétben már futóedzéseken dolgoztam, ahol szerencsére már a sprintekkel sem volt gondom. Minden rendben ment, nem érzek fájdalmat, ami remélhetőleg így is marad. Egy évvel a sérülésemet követően, úgy gondolom, újra kész vagyok a játékra. Ma már a csapattal edzettem, igaz még nem minden feladatot végeztem együtt a srácokkal, de a terhelést napról, napra növelhetjük majd. Bízom benne, hogy nemsokára pályára léphetek, ha máshol nem is, egyelőre az NBII-es keret mérkőzésein - mondta az észt támadó az eto.hu-nak"
Videoton II-Győri ETO FC 1-1 gól:a Győrtől Dudás|Jarmo Ahjupera 2009. március 29-én, egy Vidi elleni meccsen szenvedett síp- és szárkapocscsont-törést, miután összecsúszott Marko Andiccsal. Az észt játékos hosszas rehabilitációs időszakot követően éppen a piros-kékek második csapata ellen ünnepelhette visszatérését.
– A szombati meccs előtt a Vidi ellenem védekező szerb játékosa kérdezte meg, hogy van a lábam, igazából akkor tudatosult bennem, hogy itt történt a balesetem. Szerencsére azonban nem volt bennem félelem, az eső, a szél és a hideg jobban megnehezítették a feladatom. A lábammal nem volt gond, már régóta nem érzek fájdalmat. Ennyi kihagyás után persze nem úgy ment a játék, ahogy szerettem volna, de csapat szinten remekül helytálltunk, és Dudás góljával értékes pontot szereztünk – nyilatkozta a futballista az 1-1-es meccs kapcsán az eto.hu-nak.
Szigetszentmiklósi TK-Győri ETO FC II 1-3 gól:Tóth Mihály (44.)ill. Ahjupera(20.,40.,92.)
Újpest FC-Kaposvári Rákóczi FC 2-3 gól:Lázár Bence(24.),Ahjupera(60.) ill. Miroslav Grumić (28.,38.),Balázs Benjámin (64.)|Hazai pályán szenvedett 3-2-es vereséget az Újpest a Kaposvártól a Magyar Kupa negyeddöntőjének első meccsén. A gólzáporos találkozón a hazaiak szinte végig futottak az eredmény után, az első félidőben ugyanis Miroszlav Grumics kétszer is a kaposváriakat juttatta előnyhöz. Az Újpest a szerb dupláját Lázár Bence és Jarmo Ahjupera révén még egalizálni tudta, Balázs Benjámin okos csavarására azonban már nem volt válasza a fővárosiaknak. A fiatal középpályás a meccs 64. percében vitte be a győztes találatot.
A Kaposvár amellett, hogy hatalmas lépést tett a továbbjutás felé, megszakította az Újpest elleni rossz sorozatát is: a somogyiak utolsó négy mérkőzésükön nem tudtak győzni a Lilák ellen.
Újpest FC-MTK Budapest FC 2-1 gól:Ahjupera (24.),Balajti Ádám (58.) ill.Kanta József (74.)|A Szusza Ferenc Stadionba látogatott a 23 pontos és 14. helyen álló MTK, ám ellenfele, az Újpest helyzete sem volt rózsás, mivel szintén 23 egységgel, ám jobb gólkülönbsége miatt a 12. pozícióból várhatta a mérkőzést – nem sokszor volt korábban a két csapat találkozója alsóházi helyosztó...Az első negyed órában mindkét kapu előtt adódott egy-egy lehetőség. A veszélyesebbet a hazaiak hagyták ki, amikor Takács Zoltán 18 méteres, ballábas szabadrúgását a bal felső sarokból nagy bravúrral ütötte szögletre Szatmári Zoltán, míg az MTK-től Kanta József kísérlete méterekkel ment kapu fölé.A 22. percben ismét nagy helyzet adódott az Újpest előtt, ám Jarmo Ahjupera bal oldali beadása után a hosszún üresen érkező Balogh Balázs lövését egy védő önfeláldozóan blokkolta. Két perccel később viszont egy formás támadás végén megszerezte a vezetést 
Mészöly Géza csapata.Böőr Zoltán lendületből törhetett kapura, ám a tizenhatoson belül szerelték, de a labda Ahjupera elé került, aki egy csel után 12 méterről, ballal, nagy erővel a kapu bal oldalába lőtt. 1–0 A gól után mezőnyjátékkal teltek a percek, majd Eppel Márton lövése törte meg a csendet, de Balajcza Szabolcsnak nem okozott gondot a gurításszerű lövés. A 38. percben egyenlíthetett volna Garami József együttese, ám a fiatal Eppel emelésébe nagy bravúrral belekapott, így az első félidő után maradt az 1–0-s újpesti vezetés.A második játékrész elképzeléstelen játékkal indult mindkét csapat részéről. Aztán a semmiből az 58. percben Tajthy Tamás hozta fel a labdát, majd adott passzt Balajti Ádámnak, aki remekül vette át azt a tizenhatoson belül, majd 15 méterről a bal felsőbe bombázott. 2–0A megnyugtató előny tudatában a hazaiak kissé magukra húzták az MTK-t, aminek meg is lett az eredménye. A 74. percben Tischler Patrik és Kanta József összjátéka után utóbbi kapásból, 18 méterről laposan a bal alsó sarokba lőtt. 2–1
A hátralévő időben futballra emlékeztető jelenet kevés volt – csupán Kanta 92. percben nem sokkal kapu mellé lőtt szabadrúgása volt veszélyes –, így a gyenge színvonalú meccset az Újpest nyerte 2–1-re. Az MTK sorozatban hatodik tétmérkőzésén – a Magyar Kupát is beleértve – maradt nyeretlen, míg az Újpest sikerével a 10. helyre jött fel.
EDZŐI REAKCIÓK
„Küzdelmes mérkőzést vívtunk az Újpesttel, mindkét csapatnak adódtak lehetőségei, de ellenfelünk jobban használta ki a helyzeteit. Úgy gondolom, hogy a döntetlen reálisabb eredmény lett volna” – mondta a Sport Tv-nek Garami József, az MTK szakmai igazgatója.
„Örülök, hogy fiatal csapatom már az első félidőben megszerezte ezt a vezetést, és Balajti Ádám találata pedig fontos pillanatban esett. Utána viszont többször is hibáztunk a védelemben, de csapatom nagyon akarta a sikert és küzdeni tudását megmutatva megszerezte ezt a nagyon fontos három pontot” – nyilatkozta Mészöly Géza.
Újpest FC-Debreceni VSC 2-2 gólok: Ahjupera (45.,82.) ill. Adamo Coulibaly (12.), Czvitkovics Péter (büntetőből, 64.)
Újpest FC-Zalaegerszegi TE FC 4-2 gólok: Ahjupera(2),Lázár, Balogh ill. ?, Ivan Delić
Újpest FC-Lombard Pápa Termál FC 2-1 gólok: Lázár(23.), Ahjupera (76.) ill. Quintero (75.)
|